# Acantuerta
Acantuerta là một chi bướm đêm thuộc họ Agaristinae phân họ thuộc họ Noctuidae.

## Các loài
- Acantuerta ladina Jordan, 1926
- Acantuerta thomensis Jordan, 1904